# Terina subfulva
Terina subfulva là một loài bướm đêm trong họ Geometridae.